# Giuseppe Palmieri
Pour les articles homonymes, voir Palmieri.
Giuseppe Palmieri (né le 5 mai 1721 à Martignano, près de Lecce, dans l'actuelle région des Pouilles, alors dans le royaume de Naples - mort en février 1793) est un économiste et homme politique italien du XVIIIe siècle. Ses idées, typiques de la philosophie des Lumières (Illuminismo), le conduisirent à proposer des lois pour libérer la classe paysanne de l'autorité féodale dans l'Italie méridionale.

## Biographie
Appartenant à une famille noble de Lecce, il fut formé au collège des Jésuites de cette ville puis à Naples, où il entreprit dès 1734 la carrière militaire. À partir de 1740, prenant un congé temporaire de l'armée, il suivit les enseignements du philosophe et économiste Antonio Genovesi, l'un des plus éminents représentants des Lumières en Italie, enseignant à l'université de Naples. Il s'appliqua également à l'étude du latin, de l'allemand et du français. Comme soldat, Palmieri combattit avec les troupes napolitaines au siège de Messine en 1734 puis contre les Autrichiens à la bataille de Velletri en 1744, dans le cadre de la guerre de Succession d'Autriche. Nommé lieutenant colonel en 1752, il quitta l'armée en 1762 après avoir publié des Réflexions critiques sur l'art de la guerre en 1761.
Héritant de son père Carlo Antonio le titre de marquis de Martignano en 1762, il se maria avec Giuseppina Ghezzi, fille du duc de Carpignano, et se retira sur ses terres dans le Salento, où il s'intéressa à l'amélioration des conditions économiques et à la modernisation de l'agriculture. Fort de cette expérience, en 1783, il est nommé directeur de l'office des douanes de Terre d'Otrante. Grand réformateur économique sous les Bourbons, il est nommé membre (en 1787) puis directeur général (en 1791) du Conseil supérieur des Finances du royaume de Naples, où il collabore notamment avec Gaetano Filangieri, penseur libéral napolitain.
Propriétaire terrien (notamment grâce à l'héritage de sa mère, Laura Venneri, appartenant à une riche famille aristocratique de Gallipoli), Palmieri laisse de nombreux écrits d'économie et traités sur la condition agricole dans le royaume de Naples et dans sa région du sud des Pouilles, le Salento. On retiendra, dans les Riflessioni, ses idées proches des Jacobins pour la redistribution des terres aux paysans soumis aux exigences du système féodal. Outre plusieurs autres écrits concernant l'économie, il a aussi publié des Réflexions critiques sur l'art de la guerre en 1761. Cet ouvrage, le premier qu'il ait écrit, connut un certain succès, notamment à l'étranger, et fut entre autres apprécié par Frédéric II de Prusse, qui l'avait accueilli un an auparavant, quand Palmieri, ainsi que d'autres officiers de l'armée napolitaine sous ses ordres, s'était rendu à Berlin pour étudier l'organisation de l'armée prussienne.
Aujourd'hui à Lecce, plusieurs institutions culturelles et d'instruction publique portent son nom. Dans le centre historique, dans la rue qui porte son nom (via Giuseppe Palmieri), on trouve sa demeure, le palazzo Palmieri, de style baroque du XVIIIe siècle.

## Œuvres

Della ricchezza nazionale, 1792

Parmi les écrits de Palmieri, on remarque :
- Riflessioni critiche sull'arte della guerra (Réflexions critiques sur l'art de la guerre) (1761)
- Riflessioni sulla pubblica felicità relativamente al Regno di Napoli e altri scritti (Réflexions sur la félicité publique relativement au royaume de Naples et autres écrits) (1788)
- Pensieri economici (Pensées économiques) (1789)
- Osservazioni sulla pubblica economia (Observations sur l'économie publique) (1790)
- Della ricchezza nazionale (De la richesse nationale) (1792)